# Euoniticellus cambeforti
Euoniticellus cambeforti là một loài bọ cánh cứng trong họ Bọ hung (Scarabaeidae).